# Radio comunitaria

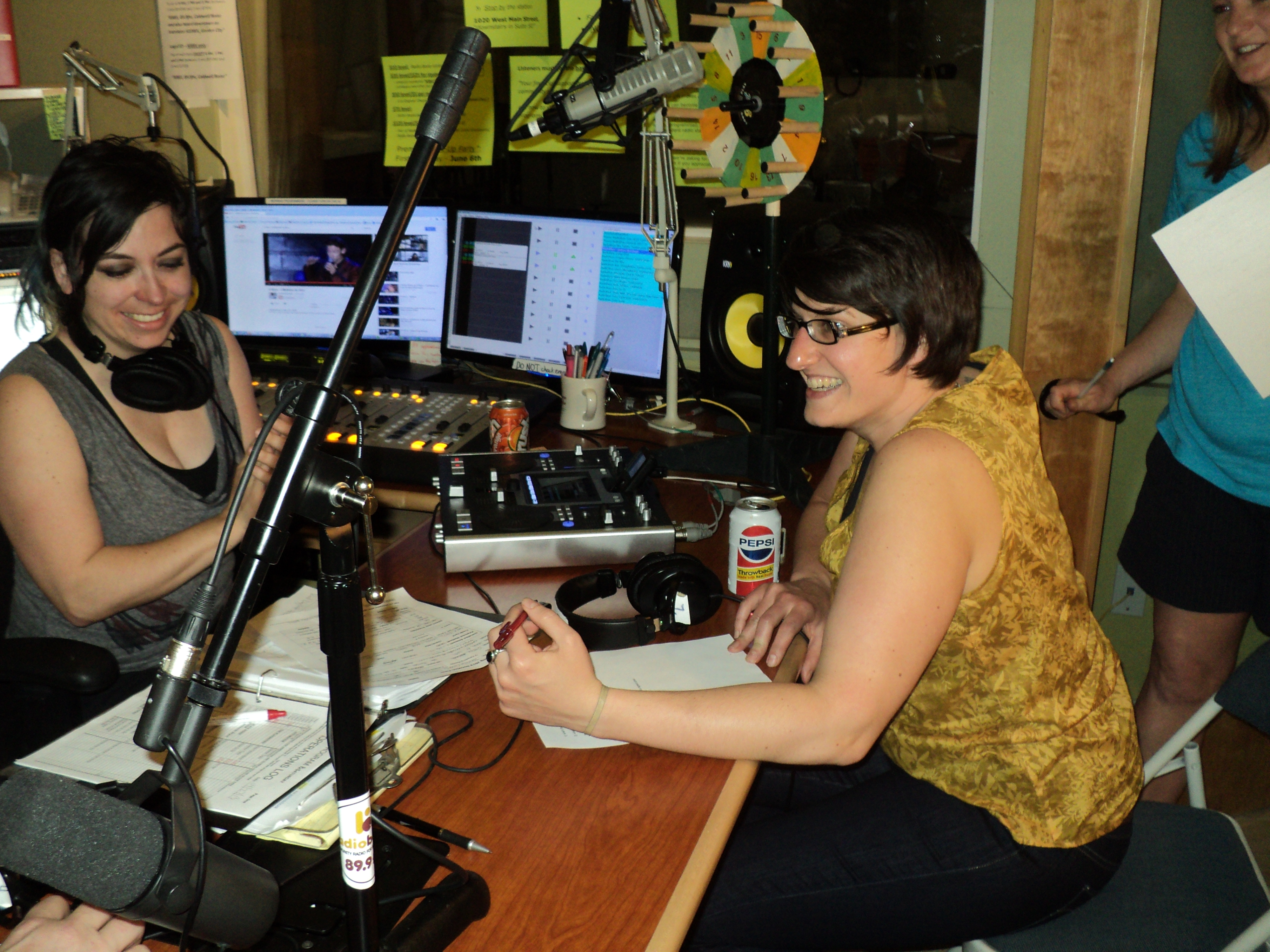
KRBX Radio Boise.Voluntarios durante el Spring Radiothon de la estación en 2013: el apoyo directo de la comunidad es fundamental para estos medios locales.

Una radio comunitaria es una estación de transmisión de radio que ha sido creada con intenciones de favorecer a una comunidad o núcleo poblacional y cuyos intereses son el desarrollo de su comunidad. Dichas estaciones carecen de ánimo de lucro (lo que las diferencia de las radios piratas) aunque algunas se valen de patrocinios de pequeños comercios para su mantenimiento.
Varias estaciones de radio comunitarias, además de hacer transmisión radial vía antena, también lo hacen a través de Internet. Junto al resto de medios comunitarios forman parte del llamado tercer sector de la comunicación (siendo el primer sector los medios públicos, y el segundo los medios privados comerciales).

## Características
- La radio comunitaria defiende la democracia y respeta la pluralidad de opiniones.
- Trabaja para solucionar los problemas sociales de las comunidades y desarrollar la educación, la ciencia, la cultura y el deporte.
- Se ocupa de promover tanto los conocimientos como las actividades del colectivo.
- Permite a los ciudadanos expresar sus ideas y promoverlas.

## Cuestiones legales
Dadas sus características las radios comunitarias algunas veces carecen de apoyo gubernamental y en algunos países la legislación no está bien definida.

## Organizaciones
Las radios comunitarias, como tales, tienen un antecedente importante a nivel internacional en la creación de la Asociación Mundial de Radios Comunitarias (AMARC) en 1983. También hay otras organizaciones a nivel estatal como la Red de Medios Comunitarios (España), o regional, como la Unión de Radios Libres y Comunitarias de Madrid.

## Financiación y gastos
A pesar de no tener ánimo de lucro, estas ONGs necesitan financiar sus actividades, y sus principales fuentes de ingresos son:
- Cuotas de socios.
- Donaciones.
- Subvenciones (no todas las radios están de acuerdo).
- Patrocinio (no todas las radios están de acuerdo).

En cuanto a gastos:
- Coste de actividades a realizar (conciertos, movilizaciones, talleres, cursos...)
- Material: mesa de mezclas, amplificador, cableado, micrófonos, lápices, bolígrafos, folios, sillas, mesas, ordenadores...
- Sueldo de los trabajadores contratados: no todas las emisoras comunitarias cuentan con trabajadores contratados

## Radio comunitaria por país

### Australia
La radiodifusión comunitaria es el tercer sector de la comunicación de Australia y se encuentra organizado en torno a la Community Broadcasting Association of Australia (CBAA) fundada en 1992.
En junio de 2005 había 442 emisoras de radio comunitarias con licencia (incluyendo los servicios indígenas a distancia). El sector de las radios comunitarias cumple un papel amplio aunque enormemente desconocido en el paisaje mediático australiano, sobre todo como fuente de contenido local. Un informe de 2002, cifró en 20.000 (el 0.1 % de todos los australianos) voluntarios involucrados en el sector de la radio comunitaria de forma regular, que equivaldrían a más de 145 millones de dólares en trabajo no remunerado cada año; a nivel nacional, más de 7 millones de australianos escuchan las radios comunitarias cada mes.[cita requerida]
El papel de la radiodifusión comunitaria en Australia, de acuerdo con la CBAA, es proporcionar una amplia gama de servicios de comunicación que respondan a las necesidades de forma que no se cumplen en otros sectores. La radiodifusión comunitaria se sustancia por los principios de acceso y participación, voluntarismo, diversidad, independencia y localismo.

### Argentina
En la República Argentina surgen a mediados de la década del ochenta una cantidad importante de radios libres de FM en baja potencia (10 vatios hasta 500 vatios en su mayoría) sin licencias habilitantes pues la Ley de Radiodifusión 22285 promulgada durante la dictadura militar (1976-1983) no contempla su existencia.

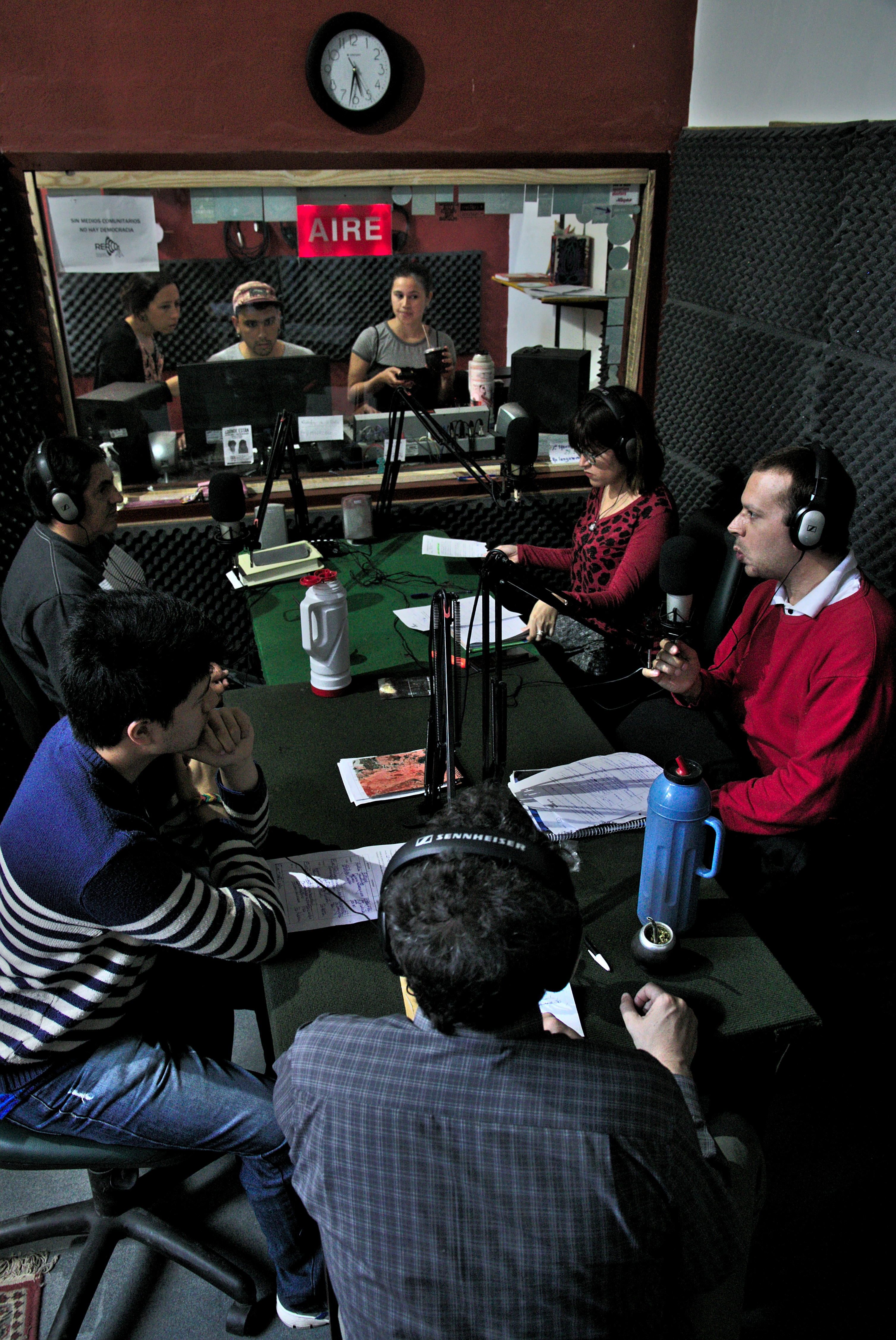
FM Comunitaria Barriletes 893 en Paraná, Entre Ríos.

En 1989 el gobierno nacional a través del organismo regulador COMFER (Comité Federal de Radiodifusión) abre un registro de radios, adjudicándole a las inscritas el PPP (permiso precario y provisorio), el que tendría vigencia hasta tanto se promulgue y aplique una nueva ley que contemple este tipo de radios.
Cabe destacar que aún esta ley no se ha promulgado existiendo en este aspecto un vacío legal que ha producido en algunas zonas, por ejemplo Buenos Aires y Gran Buenos Aires, Rosario y otras ciudades importantes una serie de conflictos generados por la superpoblación desordenada del espectro radioeléctrico.
Después de más de 20 años existen en Argentina alrededor de 4.000 radios que aún no han regularizado definitivamente su situación por el motivo citado. Las potencias de emisión han crecido sobre todo para contrarrestar las interferencias producidas por la superpoblación y el desorden del espectro. Hoy van desde 300 W a 5 o 10 kW.
La mayoría son de índole comercial, pero existe una cantidad importante de ellas que son de carácter comunitario, conformadas por organizaciones sociales intermedias y que están nucleadas en FARCO (Foro Argentino de Radios Comunitarias) y en AMARC Argentina (Asociación mundial de radios comunitarias), entre otras.
El 10 de octubre de 2009 fue sancionada la ley 26522 (*) que, en reemplazo de la anterior 22285, regula los servicios de comunicación audiovisual en todo el territorio de la República Argentina. Dicha ley crea la AUTORIDAD FEDERAL DE COMUNICACIÓN AUDIOVISUAL (AFSCA) como organismo regulador del sector y contempla la posibilidad de que los servicios sean operados por 3 tipos de prestadores: de gestión estatal, de gestión privada con fines de lucro y de gestión privada sin fines de lucro.
Actuando en consecuencia la AFSCA, el 29 dea través de la resoluciones nros.: 1/2009, 2/2009 y 3/2009 implementó un relevamiento obligatorio de todos los servicios en funcionamiento, cualquiera sea su condición legal, con el objeto de contar con un censo de los mismos con miras a su plena regularización, que hasta ahora no se ha hecho por el impedimento de un grupo de emisoras pertenecientes a un mismo dueño. La cual superaban el límite de emisoras no dejando así un 30 % libre para emisoras sin fines de lucro en cada ciudad del territorio nacional Argentino. Fueron eliminados el AFSCA y AFTIC Con la presidencia de Mauricio Macri dándole fueros al grupo CLARÍN. La nueva entidad llamada ENACOM se encargará de brindar nuevas frecuencias y licencias a estos grupos.
Con esta temática, en la ciudad de Río Ceballos, corredor de sierras Chicas, en la provincia de Córdoba Argentina, se creó una radio Comunitaria en línea. La misma va… rumbo a cumplir su primer año y con el desafío de llevar a la practica una comunicación que este al servicio de los oyentes y que el periodismo permita realizar una sociedad, mejor. Aquí un resumen de esta radio comunitaria:
Radio Río Ceballos Online es una emisora comunitaria de Río Ceballos, ubicada en las Sierras Chicas, provincia de Córdoba, Argentina. Fundada el 14 de mayo de 2024, la radio se ha consolidado como un espacio independiente dedicado a compartir música, información y la riqueza cultural de la región.
Carlos Iglesias, periodista comunitario con más de tres décadas de experiencia, es el fundador y conductor principal. Desde 1992, Iglesias ha estado comprometido con la comunicación comunitaria y es Diplomado en Gestión y Planificación de Medios de Comunicación Cooperativos y Comunitarios, gracias a la formación brindada por la Educación Pública. Su pasión por la radio comunitaria lo motivó a crear este proyecto, convencido de que los medios independientes son esenciales para fortalecer la comunidad y promover la participación activa.
Carlos comenzó su carrera en el periodismo en medios de comunicación locales de Río Ceballos, ciudad situada en el Corredor de Sierras Chicas, en la provincia de Córdoba. Entre sus reconocimientos, destaca el Martí Fierro Federal 2021 otorgado por la Asociación de Periodistas de la Radio y la Televisión Argentinas, por su programa "Juntos es más fácil", transmitido en FM Providencia 104.5, la radio del Cottolengo Don Orione de la ciudad de Córdoba. Este programa, que él mismo producía y conducía, brindaba un espacio a personas con diversas discapacidades para compartir sus talentos al aire. El programa fue premiado en los Premios Martín Fierro Federal 2019 como Mejor Programa en Radio en su categoría Servicios, junto a otros programas como Clima de Radio (Mendoza) y El Señor del Clima (Mar del Plata). Al recibir el galardón, Iglesias dedicó el premio a las radios que forman parte del Foro Argentino de Radios Comunitarias (FARCO) y expresó: "Queremos que este premio sea también parte de cada una de las radios de FARCO, visibilizando el trabajo con personas con discapacidad, que, frente a los micrófonos, muestran sus grandes capacidades".
Tras enfrentar inconvenientes de salud en 2022, Carlos decidió dar un giro a su vida y centrarse en su proyecto en Río Ceballos, creando Radio Río Ceballos Online como una radio en línea para continuar su labor comunitaria y de comunicación. 

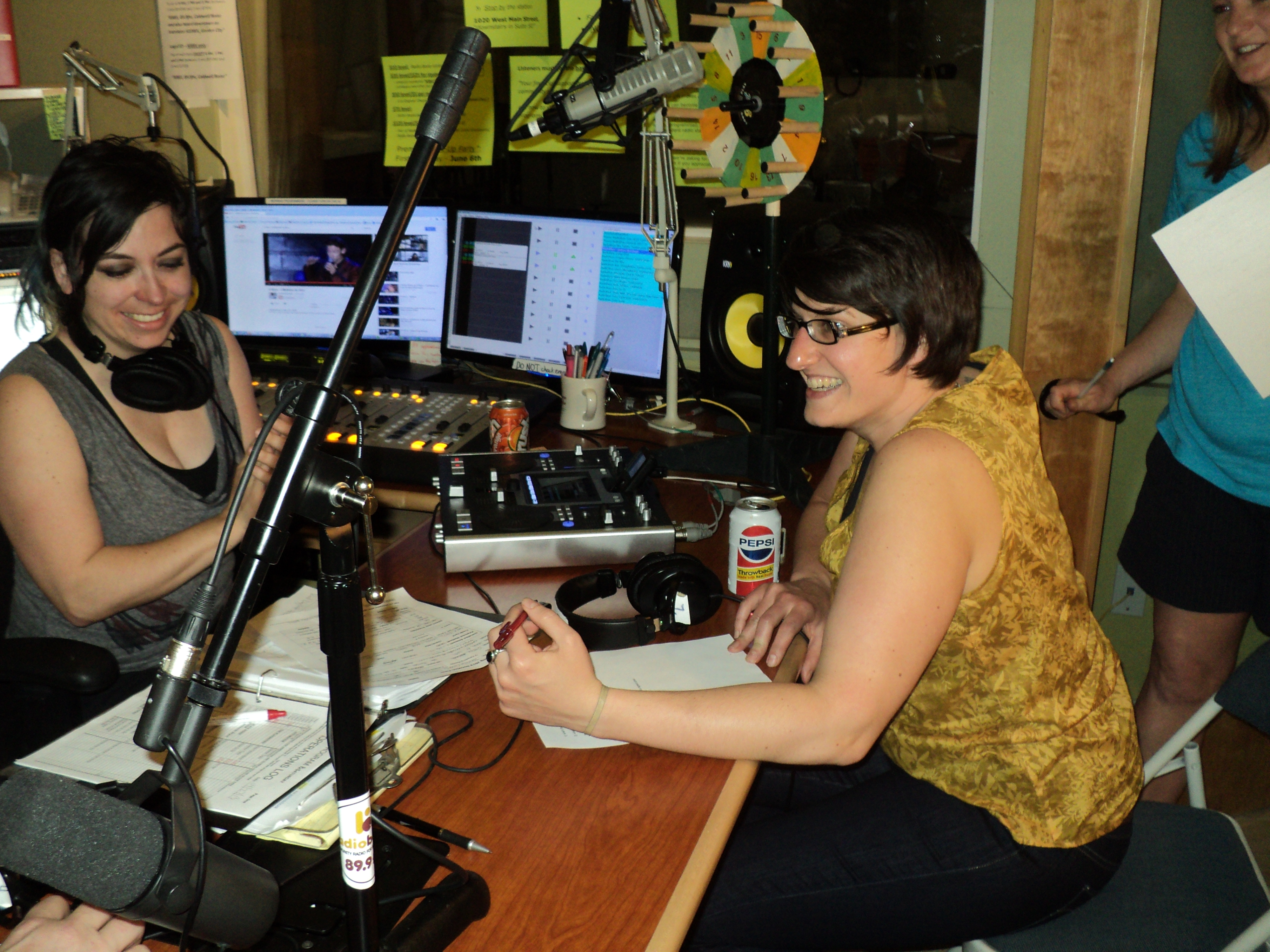

### Brasil

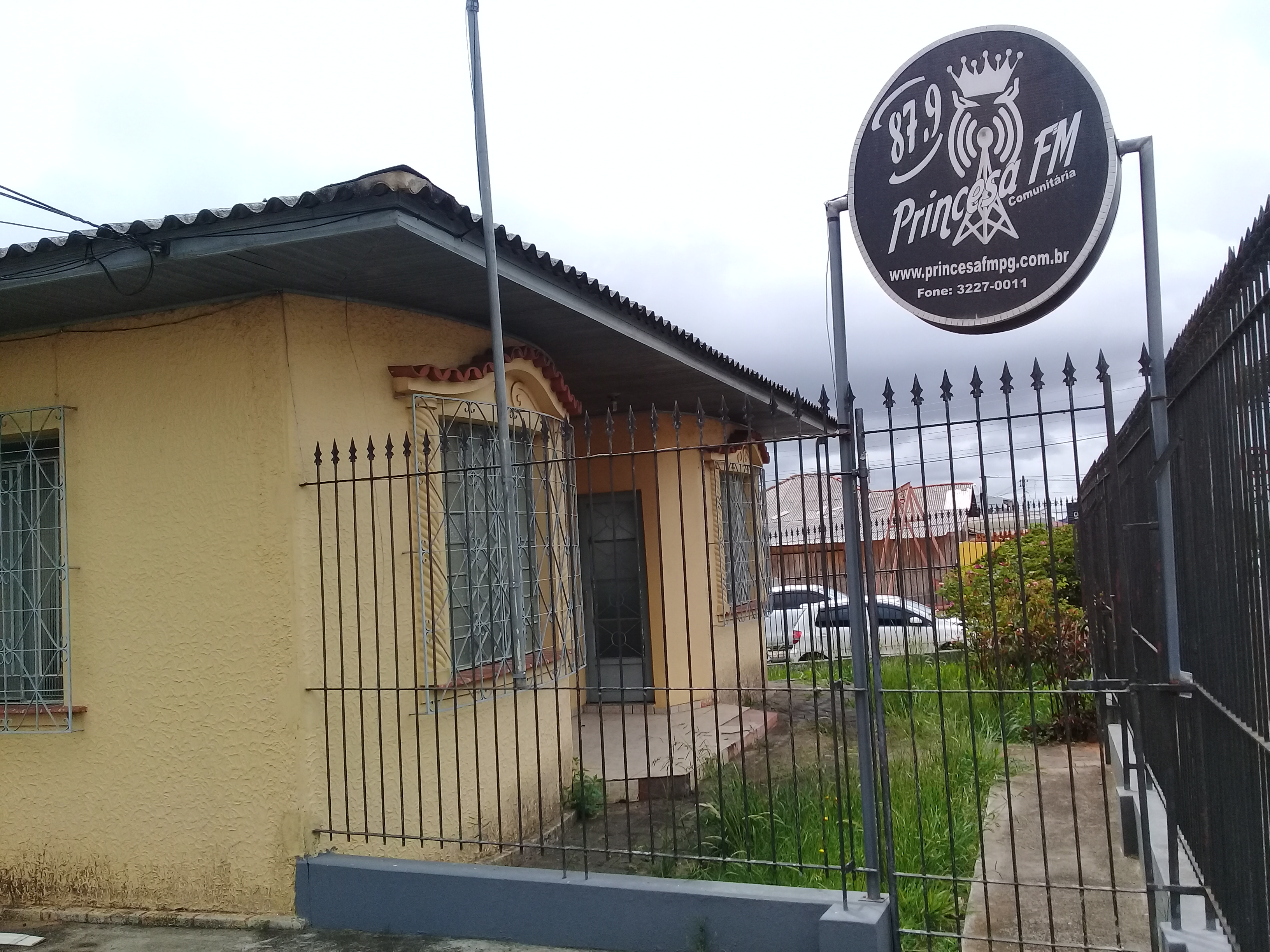
Princesa FM de Ponta Grossa, en el sur de Brasil, un ejemplo de radio comunitaria. Como se indica, la frecuencia es de 87.9 mHz, una de las sintonizaciones más comunes destinadas a este tipo de radio en este país.

La Ley Nº 9612/1998 trata sobre la radiodifusión comunitaria, las estaciones de sonido que pertenecen a fundaciones o asociaciones que representan a un público que se encuentra en ellas, que viven en un vecindario o están unidas por una causa social y que la estación se presenta como un portavoz de estas personas. Tiene que operar con una potencia máxima de 25 vatios ERP y su torre tendrá un límite de 30 metros. Estas características técnicas delinean una porción de cobertura de un área urbana, una cobertura parcial en el municipio. Como se dijo, la emisora comunitaria tiene una función cultural, no puede haber cortes comerciales explícitos sino apoyos culturales del contenido de la red. Los horarios de programación no se pueden vender a terceros y está prohibido transmitir a otras estaciones (va en contra de la idea de una "radio comunitaria").
Deben estar abiertos a opiniones divergentes y estilos de vida divergentes con respecto a cada uno de ellos. El radio promedio de alcance es de 1 km (que cubre un pueblo y un barrio en particular). El uso para el fin ideológico-político o para presentar una creencia específica no está permitido. Una entidad que tenga intereses puede enviar los documentos al Registro de estados de interés (CDI). Las solicitudes recibidas aparecieron en el Plan Nacional de Subvenciones (PNO), posteriormente se abrirá un aviso con los documentos que deben enviarse. Esto no significa que la institución haya obtenido la radiofrecuencia, habrá un proceso de selección para eliminar la competencia. Incluso si después de todo está autorizado, tendrá que ser refrendado 90 días antes de la liberación del Congreso Nacional, de lo contrario el solicitante puede requerir una licencia provisional.
Las frecuencias más utilizadas para el servicio son: 87.9 FM, 98.3 FM, 104.9 FM, 105.9 FM y 106.3 FM. El lanzamiento solo está a cargo de Anatel, agencia de telecomunicaciones. La historia de la comunidad brasileña es inclusiva en un contexto de redemocratización brasileña en la segunda mitad de los años ochenta. En la lucha por instituir lo mismo, se inició un movimiento en 1991, organizándose a sí mismo en forma de foro, en 1994 el poder judicial emitió un voto votable para el establecimiento de radios y sus proponentes para que se hicieran legales. La ciudad más grande del país, São Paulo, debido a la falta de frecuencia, logró regular estas estaciones de radio solo en 2007 a través de un aviso público. Actualmente hay alrededor de 34 estaciones del género que operan solo en 87.5 mHz (diferentes de las frecuencias utilizadas comúnmente).
El 10 de julio de 2018, el Pleno del Senado Federal aprueba el aumento de potencia de 25 a 150 w, la mitad efectiva de una radio comercial de menor calidad. El senador y autor del proyecto de ley dijo que mejorará la cobertura en áreas rurales donde las casas están más dispersas. Sin embargo, Anatel puede interferir y determinar la potencia máxima que se puede transmitir, especialmente cuando hay CR adyacentes. El exministro Gilberto Kassab ordenó extinguir en la víspera de 2019 más de 130 radios comunitarias por irregularidades. Minas Gerais fue la que más emisoras perdió (27), seguida de São Paulo (20), otros 22 estados perdieron 1 RC por cada uno.
Es el tipo de transmisión de radio más popular en Brasil. Para 2014, había 4641 emisoras, el 47% de todas las radios, que eran el doble del FM comercial + educativo y el triple de las emisoras de onda media.

### México

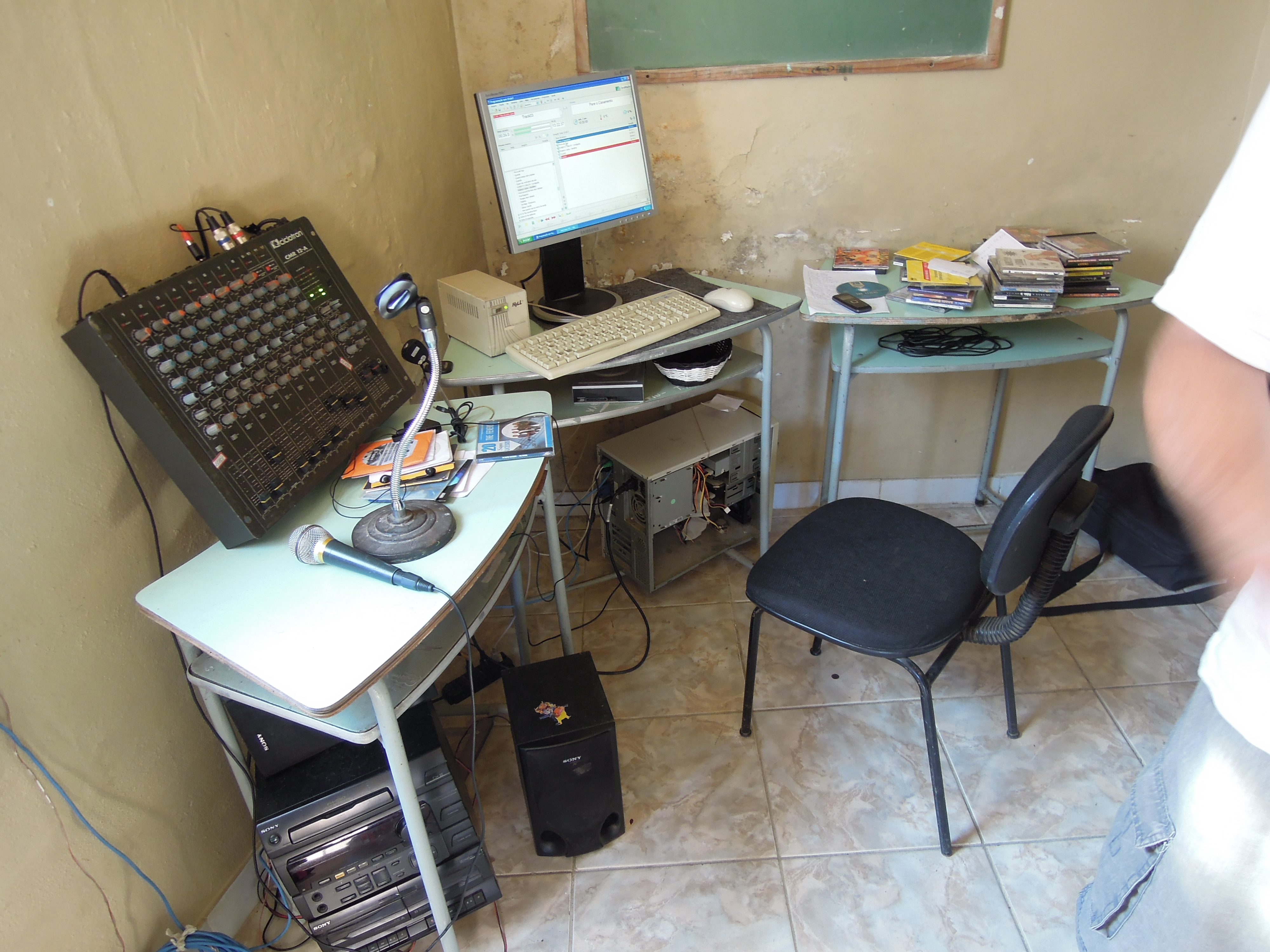
07-06-2012 Jornada fotográfica MootiroMaps Morro do Borel.

En México, la radio comunitaria es un instrumento para evidenciar necesidades, problemas y expectativas de comunidades. Muchas veces discriminadas y empobrecidas en zonas generalmente rurales. Las radios comunitarias existen para que los ciudadanos puedan tener un espacio para ejercer su libertad de expresión, sentirse involucrados, reconocidos e identificados en las problemáticas de su comunidad, la organización de la misma y el ejercicio de otros derechos. Es de carácter social al pretender construir el tejido social y político asumiendo compromisos y postura en la problemática en que se vive sin ser partidistas. Un ejemplo claro es Radio Teocelo en Veracruz con su programa “Cabildo Abierto” donde autoridades rinden cuentas (de su administración) a la población.

#### Antecedentes
El primer antecedente es el modelo de escuelas radiofónicas donde se utilizaba la radio para alfabetizar zonas rurales, pero estas tuvieron una vida corta, únicamente Radio Huayacocotla y Radio Teocelo en el estado de Veracruz han podido transmitir por 40 años seguidos. Radio Huayacocotla o Radio Huaya, fue la primera radio comunitaria en el país, iniciando operaciones el 15 de agosto de 1965, seguida de Radio Teocelo el mismo año.
Radio Huaya, nombre común con el que se conoce, tuvo sus inicios como escuela radiofónica. El permiso en onda corta se obtuvo bajo el nombre de la Universidad Iberoamericana. Su trabajo es importante para la historia de la radio alternativa y comunitaria al servicio de la población campesina. Con cercanía a la iglesia de corte progresista empezó en 1985 bajo la administración de Servicios Radiofónicos de México A.C, en 1974 el Fomento Cultural y Educativo se hace cargo de la emisión y pasa de escuela radiofónica a uno de promoción social.
La Asociación Mundial de Radios Comunitarias (AMARC) nació en México en 1992 al realizarse la V Asamblea Mundial en Oaxtepec, Morelos, en el marco “los 500 años de resistencia indígena, negra y popular” a la que acudieron emisoras comunitarias de los 5 continentes. La asamblea fue organizada por la Subdirección de Radio de lo que era el Instituto Nacional Indigenista. La AMARC México seria representada en la persona de Eduardo Venezuela y posteriormente en Susana Albarrán, productora independiente ligada a Radio Universidad de la UNAM.
Entre 1979 y 2000 se instalaron en México 21 radiodifusoras en algunas de las zonas más marginadas del país. Las radios transmiten, como hasta ahora, en la lengua mayoritaria del área que es indígena y constituía la herramienta de difusión del Instituto Nacional Indigenista (INI) que poseen programación no comercial. En la administración de Vicente Fox desapareció el INI por la actual Comisión Nacional para el Desarrollo de los Pueblos Indígenas (CDI).Existe el debate sobre si las radios de la CDI son indígenas, comunitarias y su relación con el activismo indígena.
Otro antecedente se encuentra dentro de la huelga de la Universidad Nacional Autónoma de México en 1999, con apoyo del Consejo General de Huelga y equipo de fabricación de los estudiantes, surgió la radio K-huelga emisora en la banda del FM. Medio donde se informaba el día a día de la huelga de los estudiantes.
En el 2000 con la transición presidencial de Vicente Fox y la expectativa de una nueva ley de radio y televisión, muchos grupos en zonas indígenas, rurales y urbanas decidieron abrir su propio medio de comunicación; con base en ello, en agosto de 2002 se determinó realizar el primer Festival de los Medios Comunitarios y Ciudadanos, donde se expusieron las tendencias entre grupos para quienes pugnaban por el reconocimiento legal de las radios, que se autonombrarían “radios libres.”

#### El hoy de la radio comunitaria en México
Actualmente la Comisión Nacional para el Desarrollo de los Pueblos Indígenas impulsa desde hace aproximadamente 3 décadas, un proyecto titulado Ecos Indígenas. La Voz de la Diversidad. Está compuesto por el trabajo de 21 emisoras que integran el Sistema de Radiodifusoras Culturales Indigenistas que son radios de carácter comunitario. Estas emisoras transmiten en Amplitud Modulada (AM) y Frecuencia Modulada (FM); ubicadas en las principales regiones indígenas de México; transmiten en las lenguas mayoritarias de su área de cobertura y, además, recoge las expresiones culturales, musicales y artísticas de los pueblos indígenas de la región. En la página se encuentran los enlaces a las radios afiliadas al proyecto que se extienden por toda la república mexicana con el fin de dar a conocer la realidad de los indígenas de nuestro país —además de sus manifestaciones culturales— su programación incluye información en español sobre los más de 68 pueblos indígenas de México. El proyecto cuenta con lenguas como: maya, náhuatl, purépecha, pames, tenek, mayo, yaqui, guarijio, mazateco, cuicateco, chinantecas, zapotecas, mixe, mixteco y triqui y muchas más. El número de lenguas y las variantes regionales integra más de 36 lenguas indígenas vivas distintas.

Diagrama animado que muestra la diferencia entre las ondas de radio moduladas por amplitud y por frecuencia.

El Ejecutivo presentó una propuesta de ley en 2013 (Ley Telecom) donde se pretendía el reconocimiento de las radios comunitarias bajo la categoría de “medios sociales”. Sin embargo, las leyes secundarias les limita un 10 % de la banda de Frecuencia Modulada (FM), y en AM se otorgan concesiones en el segmento de la banda del espectro que va de los 1605 a los 1705 kHz, aparte de una serie de requisitos que no todos los interesados pueden cumplir, los cuales son:
- Probar sustento financiero a través de cuentas bancarias. Pero las radios comunitarias se localizan mayormente en comunidades alejadas donde no hay sucursales bancarias ni recursos para abrir una cuenta bancaria.
- Un estudio técnico hecho por un organismo acreditado por el Instituto Federal de Telecomunicaciones (IFT), que puede tener un costo de hasta cien mil pesos.
- Estar legalmente constituido como asociación civil.

El IFT resolverá de acuerdo a los requisitos de ley. No determina un tiempo específico para que el instituto resuelva a las radios comunitarias y les prohíben obtener financiamiento privado, salvo donaciones en dinero o en especie de la comunidad.

### Uruguay
En Uruguay el movimiento de radios comunitarias logró llegar al marco regulatorio con la aprobación de la Ley 18.232 de Radiodifusión Comunitaria; en virtud de ésta, la URSEC (Unidad Reguladora de los Servicios en Comunicaciones), organismo que tiene como misión la regulación y el control de las actividades referidas a las telecomunicaciones, implementó un censo de radioemisoras comunitarias con el apoyo del Consejo Honorario Asesor de Radiodifusión Comunitaria (CHARC) creado por la propia ley, luego de lo cual se llegó a la regularización de 38 radios de las 412 que se presentaron. Se rechazaron 113 propuestas y resta analizar 261.

#### Artículo 1
El Servicio de Radiodifusión Comunitaria definido en la Ley N.º 18.232 de 22 de diciembre de 2007, será prestado de acuerdo a lo establecido en la citada norma legal y las disposiciones del presente Decreto, respetando los principios y definiciones consagradas en la misma.

#### Artículo 2
Se entiende por Servicio de Radiodifusión Comunitaria, el servicio de radiodifusión no estatal de interés público, prestado por Asociaciones Civiles con personería jurídica y por grupos de personas organizadas sin fines de lucro, con el fin de satisfacer las necesidades de comunicación social, posibilitando el ejercicio del derecho a la información y la libertad de expresión.

### Chile
En Chile, la situación de las radios comunitarias es precaria y vulnerable, ya que este país carece de ley de radios comunitarias, existiendo solo la categoría de radio de mínima cobertura creada en 1994, que entrega condiciones mínimas para el desarrollo de la comunicación radial local: 1 vatio de potencia como máximo, 6 m de altura de antena, no pueden emitir publicidad y la concesión solo dura 3 años. Este contexto ha permitido la mercantilización del segmento radial de mínima cobertura y la entrada de diversos actores evangélicos que han copado las frecuencias con el evangelio.
En 2010 se discute en el Congreso chileno un proyecto de ley que crearía la categoría de radio comunitaria, entregando mejoras técnicas a las emisoras; no obstante es un proyecto que adolece de mirada política profunda necesaria para democratizar las comunicaciones en un país que tiene una de las mayores concentraciones de propiedad mediática en América Latina.
La ley que fue promulgada en 2010, hasta junio del 2011 no contaba con su reglamentación aprobada. Asimismo dicha ley se ha transformado en un mal ejemplo en materia de radiodifusión comunitaria. Esta ley que restringe a las radios comunitarias a un máximo de 25 watts en zonas rurales y 1 watt en zonas urbanas, asimismo estás emisoras no pueden emitir publicidad por ende su financiamiento solo se realiza mediante menciones comerciales suscritas al área de cobertura. Además, las organizaciones que quieran acceder a una licencia, deben ser certificadas por el Ministerio Secretaría General de Gobierno. El rango de frecuencias para radios comunitarias en el Gran Santiago está entre el 105.9 y el 107.9, no obstante en provincias estos diales pueden variar.
El error de la organización chilena que negoció la Ley con el Gobierno, ANARCICH fue haberse aliado con ARCHI, el gremio comercial de la radiofonía para obtener un proyecto de ley que limita aún más el accionar de las emisoras comunitarias. Esta asociación es la que negoció con las empresas una ley que a juicio de muchos destruye la radiofonía comunitaria en Chile. La ley contempla en la banda FM un segmento exclusivo para el funcionamiento de las emisoras comunitarias, lo que constituye un ghetto para el funcionamiento de la comunicación sin fines de lucro, y deja el resto del dial libre para quienes lucran. En la capital de Chile, Santiago y zona metropolitana se otorgan sólo 2 MHz para las radios comunitarias: del 105.9 al 107.9 MHz. Fuera de Santiago, la realidad es peor, ya que es sólo 1 MHz, del 106.9 al 107.9. Esto limita casi morbosamente la cantidad de radios que pueden existir por localidad beneficiando a las radios comerciales.
Hasta el año 2015, no hay concursos regulares de radiodifusión comunitaria por negligencia de la Subsecretaría de Telecomunicaciones, SUBTEL que no ha sido capaz de asumir la tarea y abrir las concesiones para que las organizaciones civiles puedan hacer uso de ellas. Mientras tanto se continúa aplicando derecho penal a la transmisión sin licencia en Chile, lo que ha llevado al decomiso, allanamiento y cierre de diversas radios comunitarias que queriendo ser legales no encuentran la forma de hacerlo.

### España
En España, las radios libres y comunitarias surgieron entre finales de los 70 y principios de los 80 aprovechando un vacío legal y, salvo excepciones como Ràdio Klara (Valencia), ninguna tiene licencia de emisión. El dial es finito, y si una radio emite en una frecuencia, provoca interferencias con las adyacentes, por lo que conocidos periodistas como Javier González Ferrari o Luis del Olmo han pedido el cierre de todas las radios sin licencia (si bien es cierto es que cadenas comerciales como Onda Cero, Punto Radio, esRadio, la SER o la COPE también tienen emisoras en situación irregular). Además, diversos medios comunitarios ya se han presentado a concursos de licencias en numerosas ocasiones sin éxito. En 2009, la Unión de Radios Libres y Comunitarias de Madrid ganó un recurso en el Tribunal Supremo contra la adjudicación de licencias de radio por la Comunidad de Madrid en 2003.
Tras la amenaza de plante de la oposición por considerar que el Gobierno se tomaba demasiadas prisas para tramitar esta ley, el 7 de enero de 2010 pasó por el Congreso de los Diputados el Anteproyecto de Ley General de la Comunicación Audiovisual, la primera en reconocer al llamado Tercer Sector de la Comunicación. Los puntos que favorecen a las radios comunitarias son los siguientes:
- Artículo 4: Todas las personas tienen el derecho a que la comunicación audiovisual se preste a través de una pluralidad de medios tanto públicos, comerciales como comunitarios, a la existencia de una diversidad de fuentes y de contenidos y la existencia de diferentes ámbitos de cobertura. Esta prestación plural debe asegurar una comunicación audiovisual cuya programación incluya distintos géneros y atienda a los diversos intereses de la sociedad, especialmente cuando se realice a través de prestadores de titularidad pública y de servicios de comunicación sin ánimo de lucro.
- Artículo 32.2: La Administración General del Estado debe garantizar en todo caso la disponibilidad del dominio público radioeléctrico necesario para la prestación de estos servicios (Servicios de comunicación audiovisual comunitarios sin ánimo de lucro).
- Artículo 32.3: La prestación de este tipo de servicios requiere licencia previa. En dicho título se establecerán las condiciones que aseguren su naturaleza sin finalidad comercial, pudiendo establecerse el uso compartido de un mismo canal así como las condiciones de dicho uso. La adjudicación de la licencia lleva aparejada la concesión de uso privativo del dominio público radioeléctrico disponible para la prestación del servicio.

Sin embargo, también hay algunos puntos que perjudican a este tipo de medios:
- Artículo 32.1: (...) En todo caso, dichos contenidos se emitirán en abierto y sin ningún tipo de comunicación audiovisual comercial.
- Artículo 32.4: Las entidades prestadoras de estos servicios deberán justificar la procedencia de sus fondos, así como el desglose de gastos e ingresos, si los hubiere. La autoridad audiovisual establecerá un sistema de evaluación de gestión financiera y un registro específico para el depósito de su memoria económica. Sus gastos de explotación anuales no podrán ser superiores a 100.000 euros en el caso de la televisión, y de 50.000 euros en el caso de la radio. En palabras de Míriam Meda, coordinadora General de la ReMC, no tiene sentido que se limite el presupuesto a una actividad privada,[42] máxime cuando la Ley Orgánica del Derecho de Asociación, por la que se rige hasta ahora el sector, no incluye tal límite.
- Artículo 32.5: Las entidades titulares de los servicios de comunicación audiovisual sin ánimo de lucro deberán acreditar el pago de cuantos derechos, cánones o tasas se deriven de su actividad.
- No se ha consultado[43] a los medios comunitarios en la redacción de este Anteproyecto de Ley, ni siquiera en las cuestiones que les afectan más directamente.
- No se tuvieron en cuenta las resoluciones, dictámenes e informes de instituciones como el Parlamento Europeo,[44][45] el Consejo de Europa,[46] los relatores de la libertad de expresión de la ONU[47][48] y otros organismos,[49] Maputo[50] o AMARC,[51] o la opinión de profesores universitarios como Manuel Chaparro Escudero,[52] o el Catedrático Ramón Zallo.[53][54]

Por todo ello, la Red de Medios Comunitarios ha puesto en marcha una campaña por la defensa del Derecho a comunicar, que consideran en riesgo en España. Este derecho está reconocido en el artículo 19 de la Declaración Universal de los Derechos Humanos, y en el artículo 20 de la Constitución Española, en la sección primera del capítulo segundo (De los derechos fundamentales y de las libertades públicas). En palabras de Tomás Legido, de Cuac FM, no queremos ocupar todo el espacio, sólo queremos caber.

#### Aspectos técnicos que impiden la proliferación de más emisoras
- Las frecuencias de las emisoras «Comerciales» se distancian en pasos de 20 y de 30 kHz. Esto significa que el dial se colapse más rápidamente, y al momento de iniciar otra emisión se interfieran con mayor facilidad. De esta forma entran menos de 80 emisoras.
- Si las emisoras estarán separadas entre una de la otra con 20 kHz de diferencia desde el 87.5 al 108.0 entrarían: 
  - 102 emisoras de FM de forma «pares».
  - 103 emisoras de FM de forma «impares».

### Colombia
La historia de la radio comunitaria en Colombia nace a finales de la década de los setenta y a principios de los ochenta con los programas educativos que buscaban impartir conocimientos básicos en las zonas donde no había ni escuelas ni otras formas de educación.
El objetivo de este tipo de radio era lograr una mayor participación de las zonas rurales del país en el entorno de la comunicación. La programación consistía en programas de música regional, de instrucción y formación agrícola y zootecnista, así como de noticias regionales.
Desde sus inicios, la radio comunitaria ha tenido muchos obstáculos para desarrollarse, ello debido a la poca inversión económica que recibe del sector privado y público. Su historia no cuenta con muchos registros, a pesar de que sí se han hechos estudios por parte de teóricos de la comunicación que ven en este tipo de radio la esencia de la emisión radiofónica.
Una de las principales emisoras comunitarias que existieron a finales de los ochenta fue Radio Sutatenza, donde por primera vez se hizo un programa infantil, el cual se llamaba «El tren de los osos en el parque». Desde ese entonces, aparecieron muchas más emisoras de este tipo, emisoras en las cuales se procuraba contar con la participación de personajes famosos con el fin de promover su difusión y, así, lograr una mayor audiencia para conseguir que el sector empresarial se decidiese a pautar en ellas.
La radio comunitaria en Colombia. recibe ayuda del Estado en cuanto a tramitación y establecimiento de impuestos. En la parte económica de las ayudas estatales, el monto de dicha ayuda no es realmente significativo, ello a pesar de que sus fines pedagógicos, culturales, ambientales y sociales son muchos. Actualmente, en diferentes regiones rurales del país, hay emisoras locales comunitarias donde los habitantes de la zona expresan sus inquietudes y la necesidad de una mejor y mayor organización, convirtiéndose dichas emisoras en su forma interna y más propia de comunicarse, de entender qué sucede, de conocer su zona y, por encima de todo, de convertirse en protagonistas de sus propias historias, historias que son ejemplo de trabajo y lucha para todo el mundo.

### Costa Rica
En Costa Rica es utilizada la frecuencia modulada (FM) 88.3 para este fin. En muchos casos radio emisoras pequeñas en diferentes sectores del país.

### Venezuela
En Venezuela las radios comunitarias las administran el poder popular hay más de 327 emisoras comunitarias debidamente habilitadas en la República Bolivariana de Venezuela, dichas emisoras comunitarias definen que La comunicación parte de la esencia humana, por ende los medios comunitarios contribuyen a la conformación de espacios colectivos, como entidad local para que se multipliquen las expresiones sociales, en lo cultural, educativo, defensa de la patria, soberanía, independencia entre otros. dichas emisoras comunitarias persiguen metas claras, tales como; Lograr la soberanía comunicacional a través del pueblo organizado, Impulsar la participación popular como un derecho político, impulsar al pueblo organizado para la utilización del espectro radioeléctrico, Garantizar la permanencia ininterrumpida de la prestación del servicio para la democratización efectiva del espectro radioeléctrico y promover mecanismos para la formación e información en las comunidades para que ejerza su soberanía.

### Ecuador
La radio comunitaria en el Ecuador está reconocida a través de su Constitución que habla de tres sectores de la comunicación: comunitario, público y privado. En la constitución del Ecuador aprobada en el 2008 consta dentro de la disposición transitoria primera como plazo máximo trescientos sesenta días para la aprobación de la ley de comunicación, la cual crearía la legislación para las radios comunitarias.
La primera emisora comunitaria del Ecuador, Escuelas Radiofónicas del Ecuador (ERPE), fue fundado en 19 de marzo de 1962 por Monseñor Leonidas Proaño Villalba en la ciudad de Riobamba.
La Coordinadora de medios comunitarios, populares y educativos del Ecuador (CORAPE) trabaja en el fortalecimiento del sector comunitario del país. Representa más que 100 medios, entre afiliados y fraternos.

### El Salvador
La Asociación de Radios y Programas Participativos de El Salvador (ARPAS) han tenido muchos inconvenientes desde sus inicios, debido a que las radios comunitarias no eran tomadas en cuenta por el contenido que transmitían, ya que, denunciaban todas las injusticias del gobierno. A las radios comunitarias se le conocían como radios guerrilleras.
ARPAS surgió formalmente el 26 de febrero de 1994 tras la clausura de 20 radios comunitarias y gestionó fondos con la cooperación internacional para comprar una frecuencia a un empresario privado. (Villalona, 2013)
Lo que motivó el surgimiento de estas y otras radios, fue la necesidad de las comunidades, especialmente rurales, de contar con medios de comunicación que les permitieran concretar su libertad de expresión y el derecho a la comunicación, dada la exclusión de los medios informativos tradicionales. (ARPAS, 2017)
En las radios comunitarias se presentan diferentes problemáticas y limitantes con las cuales luchan día con día. Por ejemplo: tener su propia frecuencia, no obtener ganancias por medio de publicidad, no ser sostenibles por sí solas necesitando ayuda de la cooperación internacional y poder enseñar a través de contenidos educativos.
El contenido de las radios comunitarias son: espacios informativos, socioculturales, educativos, participación e interacción con la población, concientización a las personas con respecto a la ecología, educación de valores, promover la pequeña, micro y mediana empresa facilitando la manera de anunciarse, defender la libertad de expresión, música de protesta y de realidad nacional, derechos humanos, de la mujer, niñez y del medio ambiente.